# Джексон, Эми
Эми Луиза Джексон (англ. Amy Louise Jackson; род. 31 января 1992 года, Остров Мэн) — английская фотомодель и актриса

, снимающаяся в индийских фильмах.

## Биография
Родилась в семье Алана и Маргариты Джексон, имеет старшую сестру Алисию. Когда Эми было два года, её семья переехала в Ливерпуль, так как отец хотел сделать карьеру в сфере медиа и начал работать спортивным комментатором на BBC Radio Merseyside.
Эми посещала колледж Св. Эдуарда, где изучала английский язык и литературу, философию и этику.
Выиграв титулы Юная Мисс Ливерпуль и Юная Мисс Великобритания, она отправилась на конкурс Юная Мисс Мира 2009 и победила. В следующем году она выиграла конкурс Мисс Ливерпуль, но уступила первое место в конкурсе Мисс Англия Джессике Линней, став третьей.
В 2010 году состоялся её кинодебют в тамильском фильме «Мадрас — любовь моя», где она сыграла англичанку по имени Эми Вилкинсон или Дураиамма. Роль ей предложил тамильский актёр Арья, увидев её фотографии в интернете. Фильм имел коммерческий успех. Через два года состоялся её болливудский дебют в фильме Ekk Deewana Tha, являвшемся ремейком южноиндийского фильма Гаутама Менона, однако, в отличие от оригинала, картина провалилась в прокате. В том же году вышел тамильский фильм «Слепая ярость», где она сыграла индийскую девушку английского происхождения и озвучила её своим голосом. Фильм имел коммерческий успех.
Через два года состоялся её телугуязычный дебют в фильме «Кто он?», где её партнёром по съёмочной площадке был Рам Чаран Теджа. Ещё через год Эми сыграла роль модели, влюбившейся в бодибилдера, в исполнении Викрама в фильме «Вирус мести» («Я»). Фильм имел коммерческий успех, став самым кассовым фильмом года на тамильском языке, а за свою роль актриса получила похвалы критиков. В том же году вышел фильм «Блистательный Сингх», который стал первым успешным фильмом на хинди в её карьере. В 2016 году она появилась на экранах сразу в нескольких фильмах: боливудском Freaky Ali, где исполнила роль возлюбленной главного героя, и тамильском «Затаенное пламя». Оба стали хитами проката.

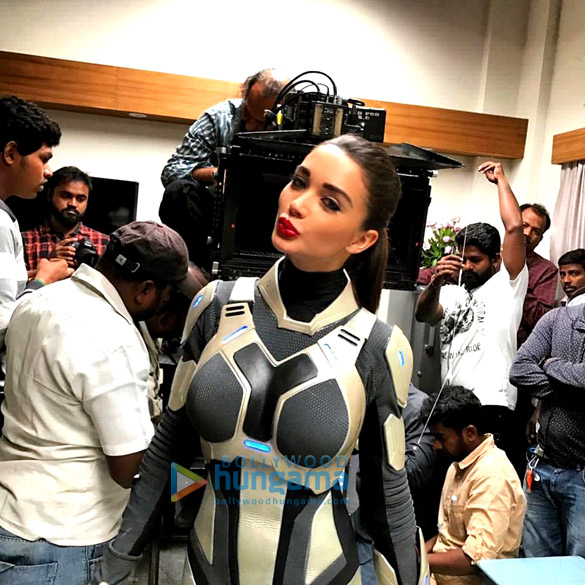
Эми Джексон в фильме «2.0»

В 2017 году состоялся её дебют на американском телевидении в роли Сатурнгёрл в сериале «Супергёрл», при этом она стала первой актрисой Болливуда, которая сыграла в супергеройском сериале. Ради этой роли она отказалась от съёмок в ремейке фильма «Королева» на четырёх южно-индийских языках.
В следующем году Эми появится на экранах в фильме Boogie Man, который возможно станет её первым фильмом на английском языке. В 2018 году вышли два фильма с её участием. В 2.0, сиквеле комедийного боевика «Робот», она появилась в качестве Нилу — возлюбленной робота Читти. Помимо того она приняла участие в фильме The Villian с Шивой Раджкумаром в главной роли, который стал её первой работой на языке каннада, оба имели коммерческий успех.

## Личная жизнь
В начале 2019 года Эми обручилась с Джорджем Панайоту, который владеет сетью отелей и является сыном британского бизнесмена с киприотскими корнями Андреаса Панайоту. В марте 2019 года она объявила, что беременна первым ребёнком. В сентябре 2019 года родила сына. Позже они с Панайоту расстались, и она начала встречаться с актёром Эдом Вествиком. В 2024 году Эми и Эд Вествик поженились. В конце марта 2025 года они сообщили , что у них родился сын, которого назвали Оскаром Александром Вествиком. 

## Фильмография
| Год  |   | Русское название              | Оригинальное название      | Роль                            |
| ---- | - | ----------------------------- | -------------------------- | ------------------------------- |
| 2010 | ф | Мадрас — любовь моя           | Madrasapattinam (там.)     | Эми Вилкинсон / Дураиамма       |
| 2012 | ф |                               | Ekk Deewana Tha (хинди)    | Джесси                          |
| 2012 | ф | Слепая ярость                 | Thaandavam (там.)          | Сара Винаягам                   |
| 2014 | ф | Кто он?                       | Yevadu (тел.)              | Шрути                           |
| 2015 | ф | Вирус мести / Я               | I (там.)                   | Дия                             |
| 2015 | ф | Король Сингх 2 / Крутой Сингх | Singh Is Bliing (хинди)    | Сара Рана                       |
| 2016 | ф | Золотой сын                   | Thanga Magan (там.)        | Хема де Соуза                   |
| 2016 | ф | Снайпер                       | Gethu (там.)               | Нандини                         |
| 2016 | ф | Затаённое пламя               | Theri (там.)               | Энни                            |
| 2016 | ф |                               | Freaky Ali (хинди)         | Мегха                           |
| 2016 | ф | Дьяволица                     | Devi (там.) (тел.) (хинди) | Дженнифер (в песне «Chal Maar») |
| 2017 | с | Супергёрл                     | Supergirl                  | Имра Ардин / Сатурнгёрл         |
| 2018 | ф |                               | Boogie Man (англ.)         |                                 |
| 2018 | ф | Робот 2.0                     | 2.0 (там.)                 | Нила                            |
| 2018 | ф |                               | Villain (канн.)            | Джанаки                         |